# 武利意森林鉄道18号形蒸気機関車
武利意森林鉄道18号形蒸気機関車（むりいしんりんてつどう18ごうがたじょうききかんしゃ）は、雨宮製作所によって1928年に製造された蒸気機関車である。

## 概要
1928年（昭和3年）、内務省北海道庁直轄の武利意森林鉄道（武利森林鉄道とも表記）向けとして、東京市深川区の雨宮製作所が18 - 20号として製造した3両の11t飽和式C型サイド・ウェルタンク機である。1両あたり代償は8,600円であった。これら3両は導入後概ね良好な運用成績を収め、国産の小型蒸気機関車の基本として、以後、森林鉄道を含む日本の各種産業用蒸気機関車国産化の端緒となった。
3両のうち2両は、戦後の蒸気機関車運行終了まで武利意森林鉄道で使用され、うち残存した1両について、地元丸瀬布町（当時）の住民や行政が、林野庁による機関車解体や搬出の計画に反対した結果、最終的に丸瀬布町が譲受して走行可能な状態に復元。1980年以降、武利意森林鉄道武利意幹線跡に整備された町運営の丸瀬布森林公園いこいの森に敷設した園内軌道において、雨宮21号の名称で動態保存運転を継続していることで知られる。

## 登場の経緯

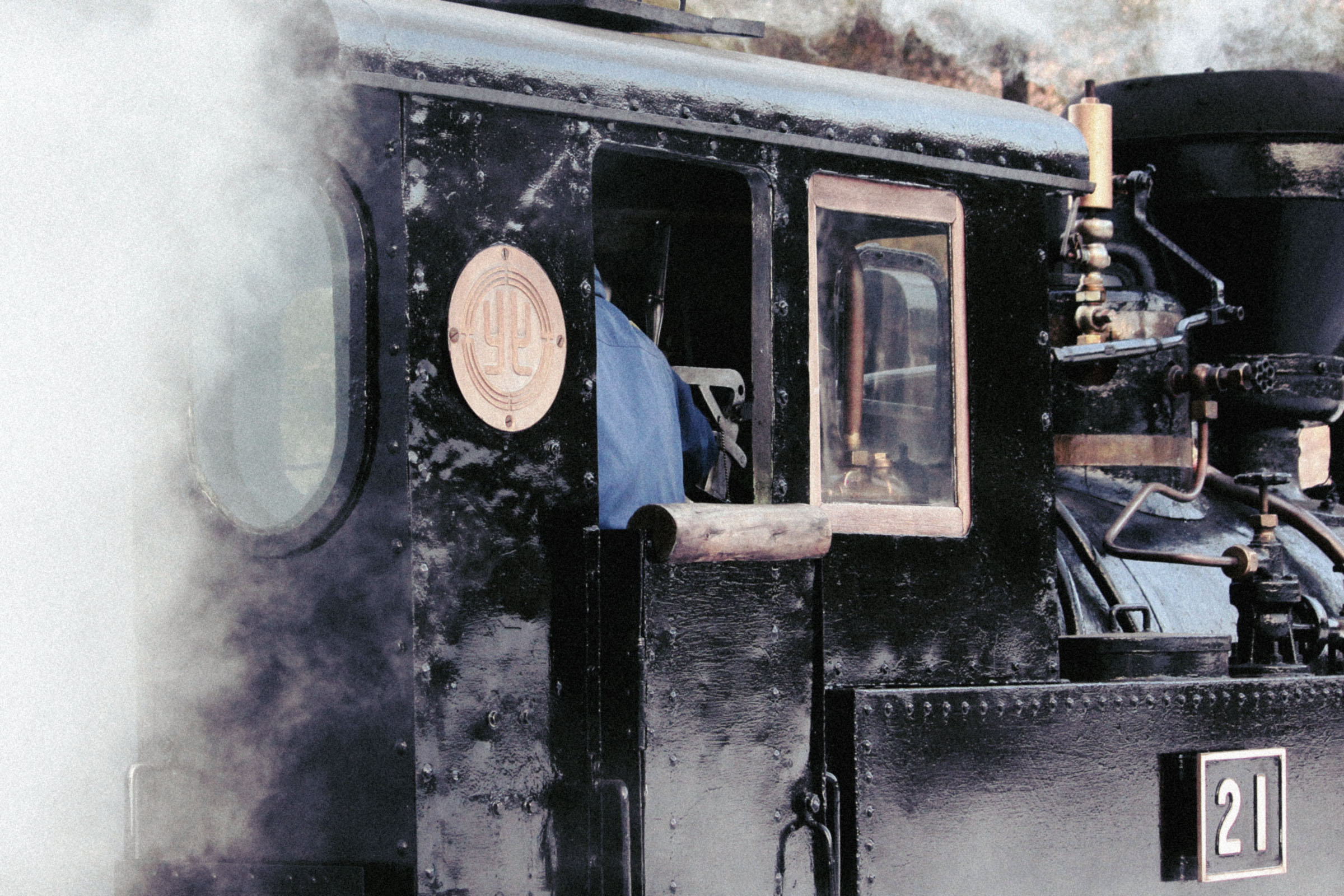
運転台側面に残る内務省北海道庁の銘板

1909年開業の津軽森林鉄道を皮切りに日本各地に建設された、農商務省山林局や帝室林野局、それに内務省北海道庁拓殖部林務課などが所轄する軌間762mm(2ft6in)で軽便鉄道規格の木材搬出用森林鉄道においては、アメリカのボールドウィン・ロコモティブ・ワークス(BLW)社やドイツのオーレンシュタイン・ウント・コッペル(O&K)社など日本国外のメーカー各社から輸入された蒸気機関車を運材列車の牽引機として用いていた。
しかし、1914年8月に勃発した第一次世界大戦の期間中、国外メーカー各社は戦時体制下で軍需向け製品の製造に追われたり、日本の交戦国となって商取引が途絶したりした結果、第一次世界大戦に伴う特需で旺盛な需要があったにもかかわらず、日本の小型蒸気機関車市場は供給が途絶したたため、一時的に市中在庫が払底する事態に陥った。このため、不足を埋める形で日本国内各地で複数の小規模機関車メーカーが台頭し、図らずも小型蒸気機関車の国産化が急速に進展した。
官公庁所管の森林鉄道では、第一次世界大戦開戦に伴うBLW社製B1リアータンク機の納入遅れから、まず帝室林野局が小川森林鉄道の建設工事遅延を避ける目的で。工事用として大日本軌道（後の雨宮製作所）から同社のカタログモデルである8.1tB型サイド・ウェルタンク機を、小川森林鉄道1号機として1914年に購入した。
この時期には同機を含め計5両の同形機が2森林鉄道へ納入されたが、大日本軌道の車両設計製作技術が未熟であったことなどからその評価は思わしくなく、本格採用には至らなかった。
しかし1920年代後半になると、日本の工業化が進み、大日本軌道→雨宮製作所をはじめとする日本国内の機関車メーカーの車両設計製造技術水準が大幅に向上したことから、再び国産品採用の機運が高まった。
内務省北海道庁では、1920年代半ばまでに開通した温根湯・置戸、足寄・陸別・トマム・津別でアメリカ製やドイツ製の輸入機関車を購入しており、武利意森林鉄道が内務省北海道庁として初の国産機関車導入路線となった。

## 構造
飽和式の煙管ボイラーを搭載し、直径610mm(2ft)の小さな動輪を3つ連ね、それらに不釣合いなほどに立派なワルシャート式弁装置を備えた、単式2気筒Cタンク機である。
雨宮製作所の製作した蒸気機関車としては、同年製作の陸軍省鉄道聯隊向けN1形と共に、先行して製作された朝鮮鉄道黄海線向け620形の系譜に連なる、会社として積極的に新技術を導入していた時期の意欲作であり、やや腰高な印象はあるものの車体寸法の割に水タンク容積が大きく航続力が長いなど設計の完成度が高く、堅牢かつコンパクトで実用的な設計となっている。
設計のルーツとなったのは、板台枠やウェルタンクをはじめとする下回りの各部構造の特徴から、同時期の他社向け雨宮製作所製機関車と同様、1910年代まで日本の小型蒸気機関車市場を席巻したO&K社製機関車とみられるが、やや重心が高く寸詰まりな印象を与える大径ボイラーや、缶胴部の前端ぎりぎりに置かれた蒸気ドーム、その直上に露出して取り付けられた加減弁、水平面からわずかに傾斜して取り付けられたシリンダー、それに木材と石炭を併用可能とした火室構造などの設計に、お手本となったO&K社製機関車の模倣から一歩踏み出した、雨宮独自の個性が現れている。
以後、雨宮製作所としての森林鉄道向け小型蒸気機関車の製造は、1929年から1930年にかけて納入された帝室林野局奥名寄森林鉄道向け1・2号、1929年の扇田森林鉄道1・2号、それに1930・1931年の津軽森林鉄道8・9号の6両が続いたが、世界恐慌で壊滅的打撃を受けた雨宮製作所は1932年頃までに解散したため、本形式の技術的系譜は直接的にはそこで絶えている。
なお、本形式は竣工時より、特に木材を燃料とする際に発生しやすい火の粉の飛散による山火事を抑止する目的で、火の粉止め装置を内蔵した円錐形の大きな煙突を装着している。

## 運用
1928年9月に竣工し、3両とも紋別郡遠軽村（のち丸瀬布村、丸瀬布町。現北海道遠軽町）で内務省北海道庁拓殖部林務課が直轄する武利意森林鉄道に投入された。
これらの内、18号は新造後まもなく落合森林鉄道へ移管され、その後1945年の層雲峡森林鉄道建設に伴い同鉄道へ再移管された。1947年の林政統一に伴う機関車番号整理のために実施された1949年大改番の際に71号へ改番。1951年、層雲峡森林鉄道の専用自動車道路転換で古丹別森林鉄道へ再々移管され、1955年に廃車解体された。一方、19・20号は武利意森林鉄道から出ることはなく、1949年大改番で19号が21号へ改番された以外は、特に大きな改造もないまま使用された。
1950年代に普及が始まったディーゼル機関車によって代替される形で、1957年に2両とも使用停止。1958年に2両とも廃車となり、20号は解体された。

## 保存

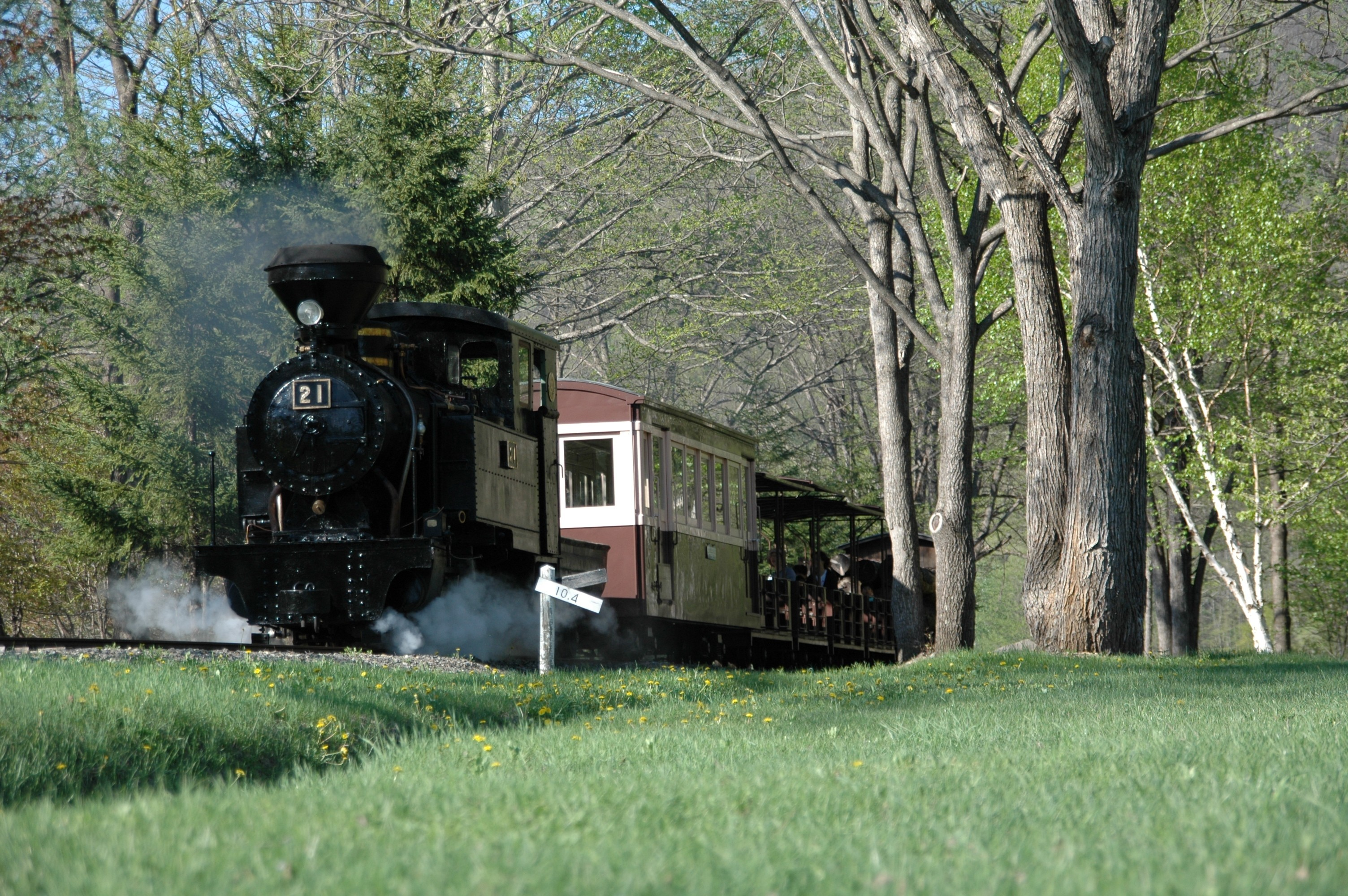
森林公園いこいの森内を走る雨宮21号（2006年5月）

運用休止・廃車時に地元有志が処分費用を立て替えたことで最後まで残された21号は、1961年にさよなら運転を実施した後、「解体にしのびぬ出来映え」と称えられて丸瀬布営林署敷地内で恒久保存の手配がとられ、製造会社の雨宮製作所にちなんで「雨宮21号」と呼ばれた。
その後林野庁は1969年、群馬県沼田市に新設した研修施設（現・林野庁森林技術総合研修所林業機械化センター）の展示物として丸瀬布町から21号を搬出することを計画したが、町役場と町民有志が行った署名活動など地元の反対で計画は撤回され、21号は1976年に林野庁から寄贈の形で丸瀬布町に移管。丸瀬布神社境内に移されたあと、翌1977年に札幌交通機械でボイラー回りを含めた徹底的なレストレーションが実施され、可動状態に復元された。
さらに丸瀬布町では、運転可能となった21号を動態保存するために、上武利地区の旧武利意幹線荒川連絡所-滝停留所間に整備中の町営森林公園「丸瀬布森林公園いこいの森」内に、かつての武利意幹線の路盤を一部活用して軌道を敷設。部分開通した1980年から動態保存を開始した。現在(2025年7月現在)も春から秋にかけての同園営業期間中のうち、土・日・祝日に運転を行っており、夏休み期間（7月下旬-8月中旬）は毎日運転している。
1996年に4月には幕張メッセで開催された「旅フェア'96」で展示されるため、元井笠鉄道の客車と共にフェリーで輸送されている。
2004年10月22日に北海道遺産に選定され、2008年9月13日には生誕80年の記念イベントが森林公園いこいの森で行われた。2009年2月には経済産業省の「近代化産業遺産群 続33（森林鉄道）」の一つとして近代化産業遺産に認定。2012年10月14日には北海道旅客鉄道（JR北海道）より「森林鉄道蒸気機関車 雨宮21号」として準鉄道記念物に指定された。

## 主要諸元
- 型式 : Cサイドボトム（ウェル）タンク式
- 全長 : 5,272mm
- 全高 : 3,018mm
- 全幅 : 1,950mm
- 軌間 : 762mm
- 動輪径 : 610mm
- 燃料種類 : 木材・石炭
- 煙管 （直径×数） : 44.5mm×83本
- 運転整備重量 : 11t